# Wiaczesław Dżaste
Wiaczesław Madanowicz Dżaste (ros. Вячеслав Маданович Джасте; ur. 12 maja 1986) – rosyjski zapaśnik walczący w stylu klasycznym. Brązowy medalista mistrzostw świata w 2006 i Europy w 2006. Najlepszy na igrzyskach wojskowych w 2007. Mistrz Rosji w 2006 i 2009; drugi w 2007, 2010 i 2011, a trzeci w 2008 roku.